# Schlichtbrillenvogel
Der Schlichtbrillenvogel (Zosterops hypolais) ist eine Vogelart aus der Familie der Brillenvögel. Er ist endemisch auf der zu den Westkarolinen zählenden Insel Yap.

## Merkmale
Der Schlichtbrillenvogel erreicht eine Größe von 10,5 Zentimetern. Die Oberkopffedern sind häufig gesträubt und lassen den Kopf im Profil groß erscheinen. Das Gefieder ist auf der Oberseite grünlich-grau und etwas grünlicher am Oberkopf und an den Oberschwanzdecken. Ein undeutlicher, schmaler, grauweißlicher Zügelstrich verläuft vom Schnabelwinkel bis zum Auge und wird von einem dunkelgrauen Längsstrich begrenzt. Um die Augen verläuft ein sehr schmaler weißer Augenring. Die Schwung- und Steuerfedern sind schwarzbraun mit olivgrünen Außenrändern. Die Kehle, die Oberbrust, die Bauchmitte und die Unterschwanzdecken sind gelblich. Die Flanken sind blass graugelblich verwaschen. Die Iris ist weiß. Der Schnabel ist rötlichbraun mit einer helleren Unterschnabelbasis. Die Füße sind dunkelgrau. Die Geschlechter sehen gleich aus. Die Jungvögel sind bisher unbeschrieben. Der Gesang besteht aus kurzen, zwitschernden „chee-twee-chulip“-Phrasen. Der Ruf beinhaltet trillernde „chee“-Töne und sirrende „zee-up“-Töne.

## Lebensraum
Der Schlichtbrillenvogel bewohnt verschiedene Lebensräume vom Blätterdach der Regenwälder bis zu offenen Savannen. Am Dschungelrand hält er sich gewöhnlich im Unterholz auf.

## Lebensweise
Seine Lebensweise ist bisher nur wenig beschrieben. Er geht in kleinen Gruppen auf Nahrungssuche, wobei die Bewegungen der Vögel unauffälliger, langsamer und bedächtiger sind als die verwandter Brillenvogelarten. Die Gruppen halten sich häufig dort auf, wo das Gras weniger als einem Meter hoch ist. Über die Fortpflanzung ist nur wenig bekannt. Bisher wurde ein aus Gras errichtetes Nest in der Astgabel eines Baumes am Rande eines dichten Waldes drei Meter über dem Boden entdeckt.

## Bestand und Gefährdung
Der Schlichtbrillenvogel ist in den bewaldeten Gebieten der Insel Yap sehr häufig. 1984 wurden pro 100 m Waldgebiet zwischen zwei und fünfzehn Exemplare gezählt. Seit dieser Zeit liegt der Bestand stabil bei ungefähr 86.900 Exemplaren. Er steht auf der Vorwarnliste (near threatened) der IUCN, da er in einem sehr kleinen Verbreitungsgebiet vorkommt und eine versehentliche Einschleppung von Beutegreifern wie der Braunen Nachtbaumnatter (Boiga irregularis) nicht auszuschließen ist.